# Boston Soccer Club
Boston Soccer Club is een voormalige Amerikaanse voetbalclub uit Boston, Massachusetts. De club werd opgericht in 1924 en opgeheven in 1929. De club speelde vijf seizoenen in de American Soccer League. Hierin werd in het seizoen 1927/28 het kampioenschap behaald.
Na het seizoen 1928/29 is de club verdergegaan onder de naam Boston Bears.

## Erelijst
- American Soccer League

Winnaar (1): 1927/28
Runner up (1): 1926/27
- Lewis Cup

Winnaar (2): 1925, 1927